# Грошево (Псковская область)
Грошево — деревня в Себежском районе Псковской области России. Входит в состав городского поселения Сосновый Бор. Численность населения деревни по оценке на начало 2001 года составляла 52 жителя.

## География
Расположена в пределах Прибалтийской низменности,  в зоне хвойно-широколиственных лесов, примерно в 1 км от государственной границы с Латвией (Лудзенский край), на региональной автодороге 58К-542,  в 4 км к северо-западу от центра городского поселения, посёлка городского типа Сосновый Бор и к северу от деревни Дедино. С Грошево смыкается деревня Селиваново.

## История
В 1941—1944 гг. местность находилась под фашистской оккупацией войсками Гитлеровской Германии.
Деревня Грошево в советские и постсоветские годы входила в Дединский сельсовет, который Постановлением Псковского областного Собрания депутатов от 26 января 1995 года переименован в Дединскую волость.
Законом Псковской области от 28 февраля 2005 года Дединская волость была упразднена, а её территория вместе с !! вошла в новосозданное муниципальное образование Сосновый Бор со статусом городского поселения с 1 января 2006 года в составе муниципального образования Себежский район со статусом муниципального района.

## Население
| 2001 | 2002 | 2010 |
| ---- | ---- | ---- |
| 52   | ↘42  | ↘27  |

### Национальный и гендерный состав
Согласно результатам переписи 2002 года, в национальной структуре населения русские составляли 88 % от общей численности в 42 чел., из них 17 мужчин, 25 женщин.

## Инфраструктура
Личное подсобное хозяйство.
Основа экономики — сельское хозяйство.

## Транспорт
Деревня доступна автотранспортом.
Автомобильная дорога общего пользования местного значения «Грошево — Толстяки» (идентификационный номер 58-254-558 ОП МП 58Н-091), протяженностью в 4,9 км.